# NGC 1771
NGC 1771 је спирална галаксија у сазвежђу Златна риба која се налази на NGC листи објеката дубоког неба.
Деклинација објекта је - 63° 17' 54" а ректасцензија 4h 58m 55,6s. Привидна величина (магнитуда) објекта NGC 1771 износи 13,5 а фотографска магнитуда 14,2. Налази се на удаљености од 59,380 милиона парсека од Сунца. NGC 1771 је још познат и под ознакама ESO 85-27, IRAS 04585-6322, PGC 16472.